# Битка код Гонзалеса
Битка код Гонзалеса је била први војни ангажман Тексашке револуције. Битка се догодила код Гонзалеса, Тексас, 2. октобра 1835, између побуњених тексашких досељеника и одреда мексичке војске.
Године 1831, мексичке власти су позајмиле досељеницима у Гонзалесу мали топ да би их заштитио од честих Команчи напада. Током наредне четири године, политичка ситуација у Мексику се погоршала, а 1835. неколико држава се побунило. Како су се немири ширили, пуковник Доминго Угартечеа, командант свих мексичких трупа у Тексасу, сматрао је неразумним остављати становнике Гонзалеса са оружјем и затражио повратак топа.
Када је првобитни захтев одбијен, Ugartechea је послао 100 драгуна да врате топ. Војници су се приближили Гонзалесу 29. септембра, али су се колонисти користили разним изговорима да их задрже из града, док су тајно слали гласнике да затраже помоћ од оближњих заједница. У року од два дана, до 140 Тексашана окупило се у Гонзалесу, сви одлучни да не одустану од топа. 1. октобра досељеници су гласали за покретање борбе. Мексички војници отворили су ватру док су се Тексашани приближавали њиховом кампу у раним сатима 2. октобра. Послије неколико сати десултантске паљбе, мексички војници су се повукли.
Иако је окршај имао мали војни значај, означио је јасан прекид између колониста и мексичке владе и сматра се да је био почетак Тексашке револуције. Вијести о окршају прошириле су се широм Сједињених Држава, гдје су га често називали „Лексингтон Тексаса“. Судбина топа је спорна. Можда је закопан и поново откривен 1936. године, или су га заплениле мексичке трупе након битке код Алама.